# Giorgio Postal
Giorgio Postal (Trento, 17 agosto 1939) è un politico italiano.

## Biografia
Segretario provinciale di Trento della Democrazia Cristiana negli anni sessanta e dirigente RAI, è stato parlamentare per sei legislature, tre alla Camera dei deputati e tre al Senato della Repubblica. Inoltre è stato anche sottosegretario di Stato ai Beni Culturali nei governi Andreotti (III, IV e V), all'Ambiente nel governo Craxi II e nel governo Fanfani VI e all'Interno nei governi Goria e De Mita.
Nel 2015 è stato nominato presidente della Fondazione Museo Storico del Trentino, e riconfermato nella carica nel 2020.